# Solenopsis juliae
Solenopsis juliae är en myrart som först beskrevs av Arakelian 1991.  Solenopsis juliae ingår i släktet eldmyror, och familjen myror. Inga underarter finns listade i Catalogue of Life.